# 佩图·皮罗伊宁
佩图·皮罗伊宁（芬蘭語：Peetu Piiroinen，1988年2月15日—），芬兰男子单板滑雪运动员。他曾代表芬兰参加2010年、2014年和2018年冬季奥林匹克运动会单板滑雪比赛，获得一枚银牌。